# Otus balli
El autillo de Andamán (Otus balli) es una especie de ave estrigiforme de la familia Strigidae.

## Distribución
Es endémico de las selvas de las islas Andamán y de Narcondam, pertenecientes a la India.

## Estado de conservación
Está amenazada por la pérdida de hábitat.